# Hovedstadsrådet
Hovedstadsrådet var fra 1974-89 en administrativ instans, som skulle varetage den overordnede planlægning i Hovedstadsregionen.

## Egnsplanrådet
I 1967 dannede Hovedstadsregionens amter sammen med Københavns og Frederiksberg kommuner Egnsplanrådet, som kan ses som en forløber for Hovedstadsrådet.

## Hovedstadsrådet virke
I 1974 stiftedes Hovedstadsrådet ved lov og Egnsplanrådet blev nedlagt.  Hovedstadsrådet havde 37 pladser, som blev fordelt mellem partierne i forhold til deres stemmer ved kommune hhv. amtsvalget.  Rådet fik ansvaret for den overordnede regionsplanlægning og overordnede sygehusplanlægning.  Endvidere stod rådet for kollektiv trafik og for miljøbeskyttelse.
Efter 1985 havde rådet ikke længere ansvar for sygehusplanlægning, og i 1988 blev også miljø overladt til amterne hhv. kommunerne.  Rådet blev helt nedlagt det følgende år.

## Aftager HUR
Hovedstadens Udviklingsråd (HUR), som virkede fra år 2000 til 2006, kan ses som en delvis arvtager til Hovedstadsrådet.